# Dionisio Carreras
Dionisio Carreras Salvador (Codo (Zaragoza), 1890 - 1943), también conocido como El Campana fue un atleta español, continuador de la gran tradición de andarines aragoneses, los cuales eran corredores de desafíos, carreras pedestres y pollaradas. Fue un pionero del cambio del atletismo popular de las pollaradas hacia el atletismo moderno en Aragón. Fue campeón de campo a través de Aragón, campeón de España de maratón y llegó a competir en la maratón en los Juegos Olímpicos de 1924, obteniendo un meritorio noveno lugar.

## Trayectoria deportiva
Su padre también fue un afamado andarín y estaba orgulloso de que su hijo continuara la tradición. Dionisio era conocido por sus paisanos como El Campana, era un atleta de grandes cualidades innatas pues no disponía de entrenador ni de un entrenamiento planificado. Tampoco se cuidaba físicamente pues le gustaba fumar, beber y el buen comer además de tener fama de mujeriego.
Comenzó como corredor disputando las pollaradas aragonesas, que al principio las corría descalzo. Las pollaradas o carreras de pollos eran carreras que se realizaban en las fiestas mayores de los pueblos y que tenían como premio pollos, además de algún incentivo económico de vez en cuando. Junto a Dionisio Magén, apodado el Chato de Garrapinillos, e Ignacio Latorre fueron los grandes dominadores.
Aparte de sus condiciones innatas para correr el hecho de tener que realizar largas jornadas en el campo y la falta de medios de transporte de la época le acabaron de predisponer para competir a un nivel estatal. 
Se comenta que después de realizar una jornada de 6 horas en el campo, ganó una carrera en La Puebla de Albortón. Después de ganarla estaba tomando un café en un bar y se enteró de que en Azuara se disputaba otra, corrió los 15 km que le separaban de esa población y también ganó esa carrera. Por la noche regresó a su pueblo y se comió uno de los pollos que había ganado. También se entrenaba cuando iba a ver a su novia pues recorría 51 km hasta Zaragoza para verla.
Emigró a Zaragoza a trabajar y una vez allí aprovechó la fama de corredor que tenía para correr por el equipo de fútbol local, el Real Zaragoza, a cambio de trabajo como conserje, alojamiento y leña.
En el año 1924 disputa la maratón de los Juegos Olímpicos de 1924, fue una de sus peores competiciones, pues se perdió varias veces y aun así consiguió acabar en novena posición.
Estuvo seleccionado para ir a los Juegos Olímpicos de 1928 pero una enfermedad le impidió acudir por segunda vez a unos Juegos.
En el año 1926 gana la Behovia-San Sebastián.
Falleció a los 59 años de edad de un cáncer de duodeno.